# Sugár (családnév)
A Sugár régi magyar családnév. Külső tulajdonságra utaló név: ’nyúlánk, karcsú’ vagy ’hajlékony, rugalmas”.  Hasonló családnevek: Hosszú, Magas, Nagy, Óriás, Öles, Sudár, Szál, Szálas, Tornyos. 2014-ben Magyarországon az 1120. leggyakoribb családnév volt.

## Híres Sugár nevű személyek
- Sugár Andor (1903–1944) festőművész
- Sugár András (1933–2021) író, újságíró, az MTV első utazó tudósítója
- Sugár András (1946) üzletember, Málta tiszteletbeli konzulja
- Sugár Bertalan (1978) énekes
- Sugár Erzsébet (1920–1999) szerkesztő
- Sugár Ignác (1860–1917) jogi doktor, a miskolci kereskedelmi és iparkamara titkára
- Sugár Miklós (1952) Erkel Ferenc-díjas zeneszerző, karmester
- Sugár Péter (1956) építész
- Sugár Rezső (1919–1988) Kossuth-díjas zeneszerző, zenepedagógus
- Sugár Teodor (1947–2000) újságíró, műfordító, színház- és filmkritikus
- Sugár Tímea (1977) válogatott kézilabdázó
- Sugár Tivadar (1897–1938) a Katonatanács elnöke